# Quadro de medalhas da Universíada de Verão de 2009
O quadro de medalhas da Universíada de Verão de 2009 é uma lista que classifica as Federações Nacionais de Esportes Universitários (NUSF) de acordo com o número de medalhas conquistadas na Universíada realizada em Belgrado, na Sérvia.
A primeira medalha de ouro foi conquistada pelo atleta sul-coreano Li Ki-Sung no evento de punsae individual masculino do taekwondo. A medalha foi entregue pelo presidente da FISU, George E. Killian. A Sérvia conquistou, também no taekwondo, a sua primeira medalha (bronze) com as atletas Natasa Bajic, Marijana Sudzukovic e Sanja Kocanski no evento de punsae por equipe feminino.
No judô, no taekwondo, no tênis, no tênis de mesa e em 6 eventos da esgrima foram concedidas duas medalhas de bronze.
Quatro eventos terminaram com empate não previsto: nas barras paralelas masculino (ginástica artística), dois atletas ficaram com o ouro e nenhum com a prata, nos 100 metros nado livre feminino (natação), duas atletas ficaram com o bronze, nos 200 metros nado borboleta masculino (natação), dois atletas ficaram com o bronze, e nos 50 metros nado livre masculino (natação) dois nadadores conquistaram a prata e nenhum o bronze.

## O quadro
O quadro de medalhas está classificado de acordo com o número de medalhas de ouro, estando as medalhas de prata e bronze como critérios de desempate.
56 países conquistaram medalhas. O país em destaque é o anfitrião.
| Ordem | País                | Medalha de ouro | Medalha de prata | Medalha de bronze |     |
| ----- | ------------------- | --------------- | ---------------- | ----------------- | --- |
| 1     | RUS Rússia          | 27              | 22               | 27                | 76  |
| 2     | CHN China           | 22              | 21               | 15                | 58  |
| 3     | KOR Coreia do Sul   | 21              | 11               | 15                | 47  |
| 4     | JPN Japão           | 20              | 21               | 32                | 73  |
| 5     | USA Estados Unidos  | 13              | 13               | 13                | 39  |
| 6     | UKR Ucrânia         | 7               | 11               | 13                | 31  |
| 7     | TPE Taipé Chinês    | 7               | 5                | 5                 | 17  |
| 8     | ITA Itália          | 6               | 14               | 11                | 31  |
| 9     | POL Polônia         | 6               | 10               | 8                 | 24  |
| 10    | SRB Sérvia          | 5               | 5                | 9                 | 19  |
| 11    | AUS Austrália       | 5               | 2                | 1                 | 8   |
|       | IRI Irã             | 5               | 2                | 1                 | 8   |
| 13    | FRA França          | 4               | 8                | 9                 | 21  |
| 14    | BLR Bielorrússia    | 4               | 2                | 5                 | 11  |
| 15    | ESP Espanha         | 4               |                  | 6                 | 10  |
| 16    | MEX México          | 3               | 5                | 5                 | 13  |
| 17    | GER Alemanha        | 3               | 3                | 11                | 17  |
| 18    | GBR Grã-Bretanha    | 3               | 1                | 3                 | 7   |
| 19    | SUI Suíça           | 3               | 1                | 1                 | 5   |
| 20    | NED Países Baixos   | 3               |                  | 2                 | 5   |
|       | POR Portugal        | 3               |                  | 2                 | 5   |
| 22    | CAN Canadá          | 2               | 7                | 6                 | 15  |
| 23    | RSA África do Sul   | 2               | 2                | 5                 | 9   |
|       | TUR Turquia         | 2               | 2                | 5                 | 9   |
| 25    | BRA Brasil          | 2               | 2                | 2                 | 6   |
| 26    | CUB Cuba            | 2               | 1                | 2                 | 5   |
| 27    | SLO Eslovênia       | 2               |                  | 2                 | 4   |
| 28    | AZE Azerbaijão      | 2               |                  |                   | 2   |
|       | HKG Hong Kong       | 2               |                  |                   | 2   |
| 30    | PRK Coreia do Norte | 1               | 3                | 4                 | 8   |
| 31    | HUN Hungria         | 1               | 2                | 5                 | 8   |
| 32    | KAZ Cazaquistão     | 1               | 2                | 4                 | 7   |
| 33    | NZL Nova Zelândia   | 1               | 2                | 1                 | 4   |
|       | ROU Romênia         | 1               | 2                | 1                 | 4   |
| 35    | CZE Chéquia         | 1               | 1                | 4                 | 6   |
| 36    | LTU Lituânia        | 1               | 1                | 1                 | 3   |
|       | MDA Moldávia        | 1               | 1                | 1                 | 3   |
|       | KEN Quênia          | 1               | 1                | 1                 | 3   |
|       | SEN Senegal         | 1               | 1                | 1                 | 3   |
| 40    | BUL Bulgária        | 1               |                  | 1                 | 2   |
| 41    | HON Honduras        | 1               |                  |                   | 1   |
|       | LAT Letônia         | 1               |                  |                   | 1   |
|       | SWE Suécia          | 1               |                  |                   | 1   |
| 44    | EGY Egito           |                 | 2                | 4                 | 6   |
| 45    | CRO Croácia         |                 | 2                | 1                 | 3   |
|       | MGL Mongólia        |                 | 2                | 1                 | 3   |
|       | VIE Vietnã          |                 | 2                | 1                 | 3   |
| 48    | THA Tailândia       |                 | 1                | 6                 | 7   |
| 49    | SVK Eslováquia      |                 | 1                | 3                 | 4   |
| 50    | ARM Armênia         |                 | 1                | 2                 | 3   |
|       | BEL Bélgica         |                 | 1                | 2                 | 3   |
| 52    | ISR Israel          |                 | 1                | 1                 | 2   |
| 53    | ALG Argélia         |                 | 1                |                   | 1   |
|       | AUT Áustria         |                 | 1                |                   | 1   |
|       | ECU Equador         |                 | 1                |                   | 1   |
| 56    | DEN Dinamarca       |                 |                  | 1                 | 1   |
| TOTAL | TOTAL               | 204             | 203              | 262               | 669 |